# Euregio Tirolo-Alto Adige-Trentino

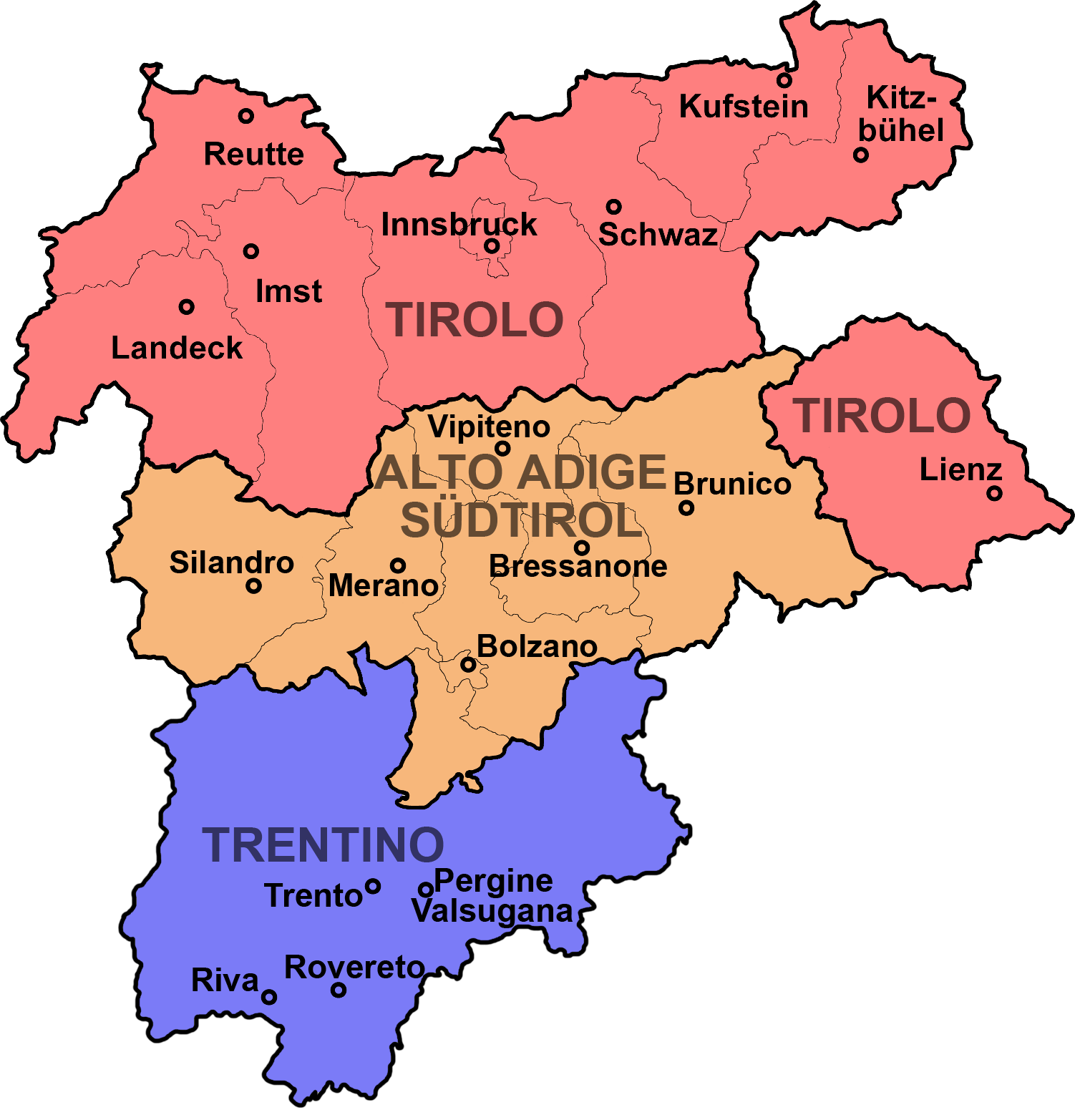
Le tre aree che compongono l'Euregio Tirolo-Alto Adige-Trentino:
Tirolo
Alto Adige / Südtirol
Trentino

L'Euregio Tirolo-Alto Adige-Trentino (Europaregion Tirol-Südtirol-Trentino in tedesco, Europaregion Tirol-Südtirol-Trentin in ladino, European Region Tyrol-South Tyrol-Trentino in inglese) è un progetto comune di collaborazione transfrontaliera composto dallo stato federato austriaco del Tirolo e dalle due provincie autonome italiane di Trento e di Bolzano che insieme formano l'euroregione.
Anche i comuni di Cortina d'Ampezzo, Livinallongo del Col di Lana e Colle Santa Lucia partecipano, limitatamente, in quanto appartenenti al Tirolo storico agli organi consultivi dell'Euregio. L'ente di diritto comunitario corrisponde con buona approssimazione al territorio della regione storica del Tirolo ex asburgico dal 1815 al 1918.

## Storia

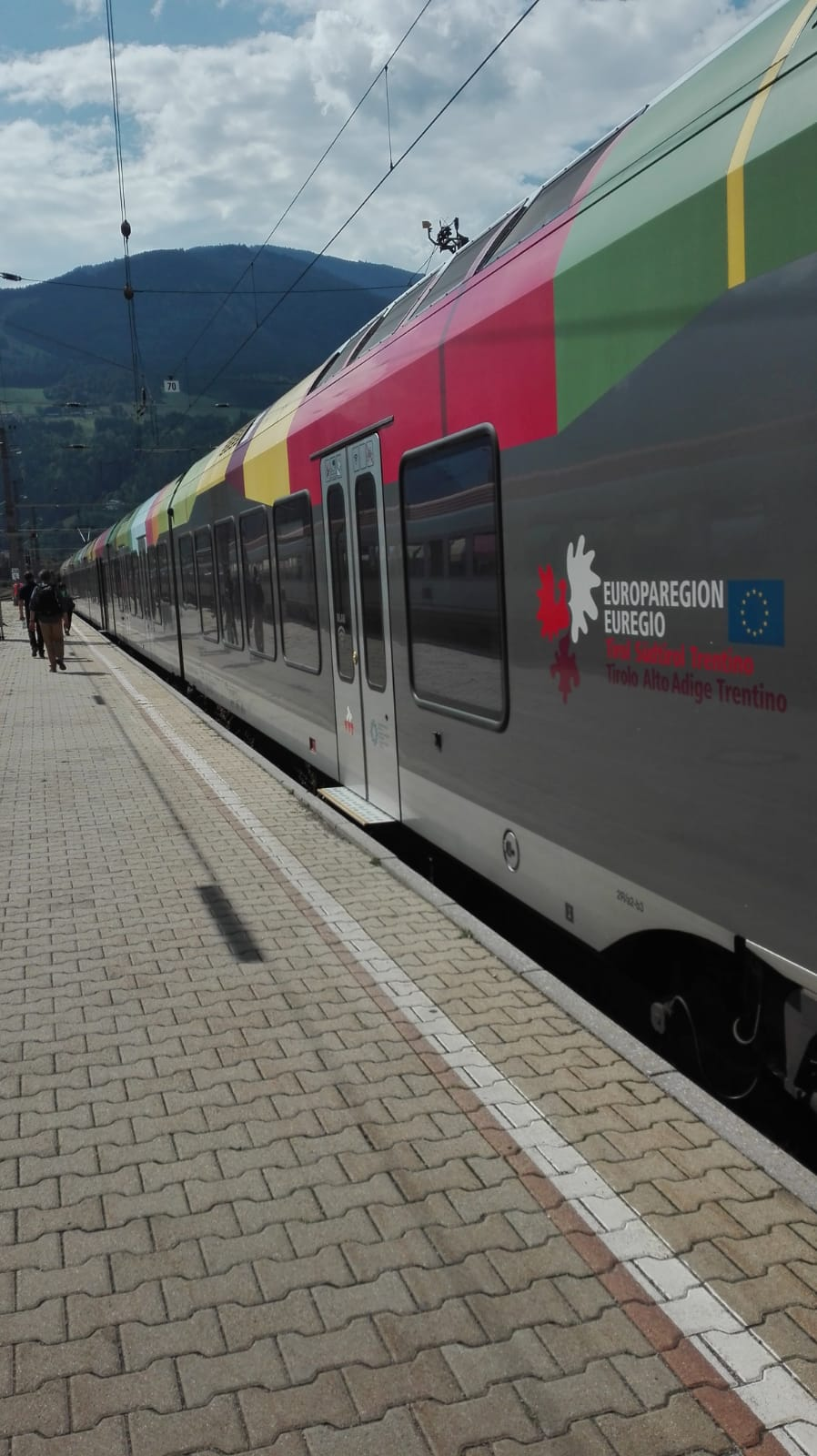
Logo Euregio Tirolo-Alto Adige-Trentino su treno SAD in servizio nella Val Pusteria tra Fortezza e Lienz

Il 27 gennaio 1993 l'Italia e l'Austria conclusero un accordo sulla collaborazione transfrontaliera. Nell'ottobre 1995 venne aperto un ufficio di rappresentanza comune alle due province autonome italiane e lo stato federato austriaco a Bruxelles che fu inizialmente fortemente osteggiato dalla Repubblica Italiana che aprì un contenzioso dinnanzi la Corte costituzionale. Nel 1998 le tre giunte locali sottoscrissero una propria convenzione sulla collaborazione transfrontaliera che coincise temporalmente all'apertura delle frontiere in base al Trattato di Schengen del 1985.

### Il GECT
Il 29 ottobre 2009, in occasione della XIV seduta del Dreier Landtag (seduta congiunta delle assemblee delle due Province Autonome e delLandtag del Tirolo), è stato deliberato l'inizio delle attività alla costituzione di un GECT (Gruppo Europeo di Cooperazione Transfrontaliera), impegnando le relative giunte ad impegnarsi sui lavori istitutivi. Oltre all'ufficio di rappresentanza presso l'Unione europea a Bruxelles, a seguito dell'approvazione del GECT, è stato aperto un ufficio anche a Bolzano il 15 ottobre 2009, collocato presso l'Eurac. Nel maggio del 2011 l'Euregio è stata ufficialmente riconosciuta come propria personalità giuridica pubblica e transfrontaliera dal Governo italiano. Immediatamente dopo, le tre giunte con atto notarile rogato il 14 giugno 2011 a Castel Thun, ratificavano l'atto della fondazione, nominando Luis Durnwalder primo presidente del nuovo organismo.

## Caratteristiche
L'Euroregione conta una popolazione di circa 1,75 milioni di abitanti, dei quali circa il 62% sono di lingua tedesca, il 37% di lingua italiana e l'1% di lingua ladina. Confina con il Vorarlberg, la Baviera, il Salisburghese, la Carinzia, il Veneto, la Lombardia e il cantone svizzero dei Grigioni.
Tra le iniziative più importanti dell'Euroregione, la costituzione di un comune ufficio di rappresentanza presso l'Unione europea a Bruxelles e l'approvazione congiunta delle giunte delle due province e dello stato del Tirolo il 26 gennaio 2001 del "Manifesto delle Alpi", con lo scopo di coordinare i progetti riguardo a agricoltura e foreste, tutela della natura, turismo, imprese, trasporti, istruzione, formazione e ricerca, cultura.

## Organi
La struttura dell’Euregio era stata definita nei suoi atti costitutivi, il 14 giugno 2011 a Castel Thun.

### Assemblea
Il numero dei membri dell’assemblea è stato aumentato da 12 a 15 nel 2021 e sono:
- I presidenti delle giunte più un altro membro per territorio,
- I presidenti delle assemblee legislative più altri due membri dei rispettivi consigli.

L'assemblea definisce le linee guida per il perseguimento degli obiettivi del GECT, controlla il raggiungimento degli obiettivi e approva il bilancio dell’Euregio.

### Giunta
Composta dai tre presidenti di giunta, uno dei quali esercita la presidenza dell'Euregio a rotazione, ha il compito di deliberare il programma e tutte le attività da svolgere nell’Euregio. Inoltre adotta ogni atto non riservato agli altri organi.

### Segretariato Generale
Il funzionario del territorio membro che detiene la presidenza svolge le funzioni del segretariato generale.
Il segretariato prepara le riunioni della giunta e dell’assemblea, assiste il presidente nell’esercizio delle sue funzioni e provvede all’esecuzione delle deliberazioni della giunta, anche avvalendosi della collaborazione delle strutture amministrative dei membri.

### Collegio dei revisori dei conti
Un collegio di revisori di conti controlla e riferisce sulla gestione finanziaria ed economica del GECT, così come sul suo patrimonio. Questa revisione viene effettuata soprattutto ai fini della verifica della salvaguardia degli equilibri di bilancio. Il presidente del collegio è nominato dall'ente che detiene la presidenza.

### Organi consultivi

#### Giunte Specializzate
Le giunte specializzate possono essere istituite dalla giunta dell’Euregio nel caso ce ne sia necessità. Nel 2022 si è istituita la giunta specializzata nel settore della protezione civile.

#### Consiglio dei Comuni dell'Euregio
Istituito nel 2021 è composto da cinque membri ciascuno del Tirolo, dell'Alto Adige e del Trentino, nonché da un rappresentante dei comuni del Tirolo storico di Cortina d'Ampezzo, Colle Santa Lucia e Livinallongo del Col di Lana. Il compito principale del consiglio dei comuni dell'Euregio è quello di consigliare i tre presidenti su tutte le questioni riguardanti l'Euregio attraverso mozioni.

## Lista dei presidenti
La presidenza dura due anni e si alterna tra i tre organismi che la compongono.
- 2023 - attuale Arno Kompatscher (Provincia autonoma di Bolzano)[16]
- 2021 - 2023 Maurizio Fugatti (Provincia autonoma di Trento)[17]
- 2019 - 2021 Günther Platter (Land Tirol)[18]
- 2017 - 2019 Arno Kompatscher (Provincia autonoma di Bolzano)
- 2015 - 2017 Ugo Rossi (Provincia autonoma di Trento)[19]
- 2013 - 2015 Günther Platter (Land Tirol)[20]
- 2011 - 2013 Luis Durnwalder (Provincia autonoma di Bolzano)[9]